# Maria Johanna Sedelmaier
Maria Johanna Sedelmaier (* 19. August 1811 in Salzburg; † 18. März 1853 ebenda) war eine Schriftstellerin und Lehrerin und gilt als die bedeutendste österreichische Lyrikerin der Biedermeierzeit.

## Biographie
Sedelmaier wurde als Tochter eines Silberarbeiters und einer Tabaksladenbesitzerin in Salzburg geboren und wuchs in ärmlichen Verhältnissen auf. Sie zeigte früh Interesse an der Literatur und bildete sich anhand der Bücher ihres Bruders, der das Gymnasium besuchen durfte, autodidaktisch in Latein und Griechisch aus. Sie befasste sich mit der antiken Mythologie und las Vergil und Horaz ebenso wie die deutschen Klassiker von Klopstock und Schiller. Nach dem Tod ihrer Mutter übernahm sie den Tabakladen am heutigen Universitätsplatz in Salzburg und bestritt davon ihren Lebensunterhalt. Als Lehrerin ausgebildet erteilte sie dazu gelegentlich Privatunterricht. Erst sehr spät bekam die unverheiratet gebliebene Frau eine adäquate Stelle an der Mädchenschule St. Andrä, wo sie von 1848 bis zu ihrem Lebensende als Aushilfslehrerin unterrichtete. 1853 verstarb die Künstlerin im Alter von 42 Jahren an einem Lungenleiden.
Ihr besonderes Interesse galt der antiken Vergangenheit ihrer Heimatstadt Salzburg. Öffentliche Bekanntheit erlangte sie mit ihrem lyrischen „Nachruf“ auf die von König Ludwig von Bayern erworbenen und außer Landes gebrachten römischen Altertümer aus der Gegend des Bürglsteins. Der bayrische König war von ihrer Dichtkunst derart angetan, dass er sie des Öfteren in ihrem Tabakladen besuchte. Ihren literarischen Aufstieg verdankte sie dem aus Oberösterreich stammenden Schriftsteller Carl Adam Kaltenbrunner, der ihre Gedichte in verschiedenen Jahrbüchern und Zeitungen veröffentlichte. Sedelmaiers Tabakgeschäft entwickelte sich zunehmend zu einem literarischen Treffpunkt von Wiener Künstlern die Salzburg besuchten, darunter Franz Grillparzer, Ernst von Feuchtersleben, Pyrker von Felső-Eőr und Nikolaus Lenau, die ihre Dichtungen sehr schätzten. Nicht selten pries die Poetin bei diesen Zusammenkünften die Stadt Salzburg, die ihr als „Arkadien“ erschien.
Maria Johanna Sedelmaier fasste ihre Dichtungen vorwiegend in klassischen Versformen ab und behandelte vor allem Themen der antiken Mythologie. Die Magie ihrer Sprache, der Reichtum der Bilder, die seelischen Empfindungen und ihr neues Erfassen der Natur entwickelten sich bald zum Merkmal ihrer Werke, die durchzogen von Abendstimmung, Todesnähe und Vergänglichkeit, in ihrer elegischen Gestimmtheit eine Verwandtschaft mit den Dichtungen Georg Trakls aufweisen.

## Werke
- Gedichte. In Commission der Oberer’schen Buchhandlung Oberer’sche Buchhandlung, Salzburg 1831.[1]
- Gedichte. In Commission der Mayr’schen Buchhandlung Mayr’sche Buchhandlung, Salzburg 1832.[2]
- Der heilige Maximus und Salzburg’s Gründer der heilige Rupertus – nach der Geschichte poetisch bearbeitet. Duyle, Salzburg 1836.[3]
- Die Sage von Lambach – in drei Gesängen. Oberer, Salzburg 1843.[4]
- Briefe für die weibliche Schuljugend. J. Oberer sel. Witwe, Salzburg 1848.[5]
- Aussicht auf dem Mönchsberg am Mönchstein. In: Frederick Baker (Hrsg.): Salzburg. Europa erlesen. Wieser, Klagenfurt 2004, ISBN 3-85129-449-1, S. 199.
- —, Gerhard Plasser (Hrsg.): Gedichte. Rara, Band 1. Salzburg Museum, Salzburg 2009, ISBN 978-3-900088-31-6.